# محسن قراگوزلو
محسن قراگوزلو (۱۲۷۳خ تهران - ۱۳۵۰خ) نماینده همدان در دوره‌های هفتم تا نهم مجلس شورای ملی (دوران رضاشاه) و رئیس تشریفات دربار محمدرضا پهلوی بود.
پدرش میرزا ابوالقاسم خان ناصرالملک قراگوزلو سرابندی نایب‌السلطنه احمدشاه و از رجال تراز اول دوره قاجار و خوانین قراگوزلو همدان بود. خودش در انگلستان بزرگ شد و تحصیلات ابتدائی، متوسطه و عالی را در آن کشور به پایان رساند. در انتخابات دوره هفتم مجلس شورای ملی در سال ۱۳۰۷ به نمایندگی همدان برگزیده شد و در دو دوره بعد نیز کرسی خود را حفظ کرد.
قراگوزلو پس از به سلطنت رسیدن محمدرضا شاه رئیس تشریفات دربار شد و در سی‌ام خرداد ۱۳۲۴ که ملکه فوزیه ایران را ترک گفت و از شاه جدا شد، او را تا مصر همراهی کرد.